# Тшебниця

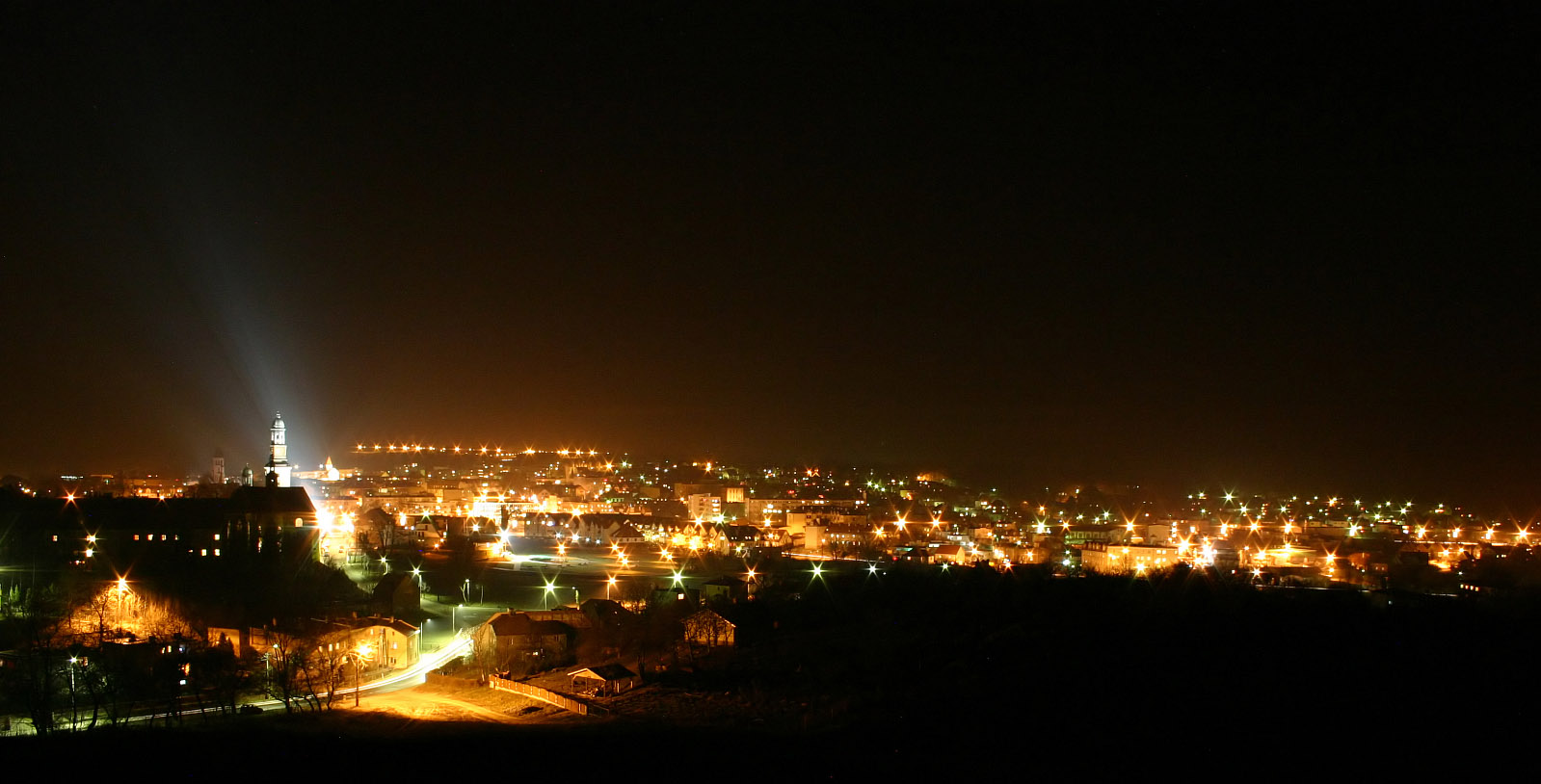
Панорама міста

Тшебни́ця (пол. Trzebnica, нім. Trebnitz) — місто в південно-західній Польщі, на річці Любша. Адміністративний центр Тшебницького повіту Нижньосілезького воєводства. Місто розташоване приблизно у 20 км (12 милях) на північ від обласного центру Вроцлава.
Станом на 2010 рік населення Тшебниці становить 12 460 осіб. У 2017 році в місті проходила частина спортивних змагань Всесвітніх ігор (спортивне орієнтування, середня дистанція).
Вперше місто згадується в історичному документі від 1138 року. За свою багатовікову історію Тшебниця перебувала в складі австрійських і прусських територій, а після 1945 року відійшла Польщі. В роки Другої світової велика кількість будівель міста були зруйновані. Після закінчення війни його відбудували, а німецьке населення, що проживало тут, депортували. Натомість в Тшебниці поселились поляки зі східної та центральної частини країни.

## Відомі люди
- Марія Лещинська, дочка колишнього короля польського і великого князя литовського Станіслава Лещинського, королева Франції, дружина короля Людовика XV, народилася 1703 року в місті.

## Демографія
Демографічна структура станом на 31 березня 2011 року:
|          | Загалом | Допрацездатний вік | Працездатний вік | Постпрацездатний вік |
| -------- | ------- | ------------------ | ---------------- | -------------------- |
| Чоловіки | 5971    | 1109               | 4286             | 576                  |
| Жінки    | 6648    | 1121               | 3959             | 1568                 |
| Разом    | 12619   | 2230               | 8245             | 2144                 |